# Carthage (Arkansas)
Carthage é uma cidade localizada no estado americano de Arkansas, no Condado de Dallas.

## Demografia
Segundo o censo americano de 2000, a sua população era de 442 habitantes.
Em 2006, foi estimada uma população de 409, um decréscimo de 33 (-7.5%).

## Geografia
De acordo com o United States Census Bureau, a localidade tem uma área de 2,6 km², sem área coberta por água. Carthage localiza-se a aproximadamente 94 m acima do nível do mar.

## Localidades na vizinhança
O diagrama seguinte representa as localidades num raio de 32 km ao redor de Carthage.